# Deborah Reed (actriz)
Deborah Claire Reed (nacida el 29 de octubre de 1950 en Utah) es una actriz estadounidense. Es conocida por su interpretación de la Reina Druida de los Goblins, Creedence Leonore Gielgud, en el clásico de culto de Claudio Fragasso,Troll 2 (1990).  

## Biografía
Originaria de Utah, a los cinco años se mudó con su familia a Lafayette, California, donde permanecieron hasta los quince. Su amor por la interpretación comenzó a una edad temprana, cuando creaba personajes estrafalarios para cualquiera que quisiera ser una audiencia cautiva. Pronto actuó en su primera película, "Educated Heart", con Anthony Geary y Anne Archer, pero la película nunca fue retomada. 
En 1970 su familia se mudó a Spokane, Washington. Fue allí donde comenzó a actuar en teatro musical, y también descubrió sus habilidades como dramaturga y directora. Nunca olvidaría las primeras veces que fue testigo de que todo un público lloriqueaba, incluidos los golpes de nariz, después de una actuación dramática suya o aullar de risa por algo que había escrito.  El deseo de tocar el corazón de las personas a través de los medios de comunicación estaba arraigado y nunca la abandonó.
En 1980, Deborah se unió a la reconocida Agencia McCarty, donde, durante los siguientes veinte años, trabajó extensamente como modelo de impresión, maquilladora y actriz de cine y cientos de anuncios de televisión. Con su pasión por la autoestima de los niños, creó un foro de clases para niños como un medio para presentarles las habilidades y la confianza necesarias en 'la industria' mientras desarrollaba hábitos de pensamiento positivo y autoestima, por lo que se convirtió en instructora de la siguiente. quince años.  

### Troll 2
En 1989, Deborah consiguió oficilamente el papel de Creedence Leonore Gielgud, la Reina Druida de los Goblins, en Troll 2 (1990), la peculiar película del director italiano Claudio Fragasso. Con su amor de toda la vida por el campamento, encajaba perfectamente. Ella se 'soltó' por completo cuando audicionó para el papel, y más tarde se convertiría en una de las favoritas de los aficionados.